# Zwackhiomyces

Zwackhiomyces är ett släkte av svampar som beskrevs av Grube och Joseph Hafellner. 
Zwackhiomyces ingår i familjen Xanthopyreniaceae, divisionen sporsäcksvampar och riket svampar.
Kladogram enligt Dyntaxa:
| Zwackhiomyces | \| \| Zwackhiomyces berengerianus \| \| \| \| |
|               | \| \| Zwackhiomyces berengerianus \| \| \| \| |
|               | Collemopsidium                                |
|               |                                               |
|               | Didymellopsis                                 |
|               |                                               |
|               | Frigidopyrenia                                |
|               |                                               |
|               | Pyrenocollema                                 |
|               |                                               |
|               | Zwackhiomyces berengerianus                   |
|               |                                               |

|  | Zwackhiomyces berengerianus |
|  |                             |